# Jesaias Rompler von Löwenhalt
Jesaias Rompler von Löwenhalt (getauft am 18. Juni 1605 in Dinkelsbühl; † nach 1672, möglicherweise in Durlach) war deutscher Dichter und Zeichner. Er gilt als ein bedeutender Vertreter der deutschen Barocklyrik. Er war in der barocken Adels- und Hofgesellschaft des deutschen Südwestens ein beliebter Gelegenheitsdichter. Geadelt wurde er 1641.

## Leben
Im Anschluss an den Schulbesuch im heimatlichen Dinkelsbühl immatrikulierte sich Rompler 1626 in Altdorf bei Nürnberg, erwarb zwei Jahre darauf in Tübingen den juristischen Magisterhut, und immatrikulierte sich noch 1628 erneut in Straßburg. Zusammen mit anderen interessierten Freunden, darunter Johannes Freinsheim, Johann Michael Moscherosch und Johann Matthias Schneuber gründete er hier 1633 die Aufrichtige Tannengesellschaft zur Reinerhaltung der deutschen Sprache. Auch Philipp von Zesens Deutschgesinnte Genossenschaft nahm ihn 1645 auf. Etwa um 1647 übersiedelte er in die Nähe des württembergischen Hofs in Mömpelgard. Nach 1655 lebt er am badischen Hof in Durlach, wo er durch Gelegenheitsdichtungen noch bis 1672 nachzuweisen ist. Danach verliert sich seine Spur.

## Werke (Auswahl)
- Des Jesaias Romplers … erstes gebüsch seiner Reimgedichte, herausgegeben von Wilhelm Kühlmann und Walter E. Schäfer (= Deutsche Neudrucke, Reihe Barock, Band 38), Niemeyer, Tübingen 1988 (Nachdruck der Ausgabe Strassburg 1647), ISBN 3-484-16038-1.
- Gedicht von Erfindung und Lob der Buch-Trukerey. Strassburg 1640